# Булатова, Галия Фатиховна
Галия Фатиховна Булатова (24 июня 1906 — 13 сентября 1985) — татарская советская театральная актриса, народная артистка РСФСР (1957).

## Биография
Галия Булатова родилась 24 июня 1906 года в деревне Нижнее Алькеево Тетюшского уезда Казанской губернии. В 1926 году окончила Казанский театральный техникум. 
С 1926 года играла в Татарском академическом театре и в татарских театрах Москвы и Астрахани. В 1929—1965 годах была актрисой Татарского академического театра. 
Муж Ширьяздан Сарымсаков (1911-1999), режиссёре, Заслуженном деятеле искусств Татарской АССР, Заслуженном деятеле искусств РСФСР.
Умерла 13 сентября 1985 года в Казани, похоронена на Ново-Татарском кладбище Старой слободы.

## Награды и премии
- Народная артистка Татарской АССР (1945).
- Заслуженная артистка РСФСР (1950).
- Народная артистка РСФСР (1957).

## Работы в театре
- «Шамсекамар» М. Аблеева — Шамсекамар
- «Зифа» Н. Исанбета — Зифа
- «Минникамал» Мирсай Амира — Минникамал
- «Король Лир» У. Шекспира — Регана
- «Без вины виноватые» А. Н. Островского — Кручинина
- «Молодая жизнь» Кулахметова — Зулейха
- «Каменный гость» А. С. Пушкина — Лаура
- «Волки и овцы» А. Островского — Глафира
- «Женитьба Фигаро» П. Бомарше — Сюзанна
- «Огонь» Ш. Камала — Галия
- «Райхан» Н. Исанбета — Райхан

## Память
- Мемориальная доска установлена в 2001 году на доме 5 по улице Николаева в Казани. Надпись на ней гласит: «В этом доме в 1958—1985 годах жила народная артистка Татарстана и России Галия Фатыховна Булатова»[1].